# 1982年逝世人物列表
下面是1982年逝世的知名人士列表。
1982年逝世人物列表：1月 - 2月 - 3月 - 4月 - 5月 - 6月 - 7月 - 8月 - 9月 - 10月 - 11月 - 12月

## 1月

### 1日
- 維克多·布諾，美國演員
- 瑪格特·格雷厄姆，英國女演員

### 3日
- 歐文·卡納姆，記者
- 德里克·西利，西印度板球運動員

### 5日
- 漢斯·康里德，美國演員
- 埃德蒙·赫林（Edmund Herring），二戰期間的澳大利亞陸軍高級軍官

### 7日
- 凱·哈蒙德，美國女演員

### 8日
- 雷塔·肖，美國女演員
- 格雷瓜爾·阿斯蘭，亞美尼亞演員

### 10日
- 拉扎爾·韋納（Lazar Weiner），出生於俄羅斯帝國，美國歸化作曲家
- 保羅·林德，美國喜劇演員、演員和遊戲節目小組成員

### 11日
- A.W.海頓，美國發明家
- 堀越二郎，日本飛機設計師[1]
- 保羅·林德，美國演員和喜劇演員

### 13日
- 馬塞爾·加繆，法國電影導演

### 15日
- 雷德·史密斯，美國體育作家

### 16日
- 哈拉爾德·阿格斯納普，丹麥作曲家、指揮家、大提琴家和鋼琴家

### 18日
- 胡安·奧戈爾曼（Juan O'Gorman），墨西哥畫家和建築師
- 伯內特·科溫·圖希爾，美國指揮家、作曲家和音樂學家
- 特倫特·雷曼，美國兒童演員

### 19日
- 埃利斯·里賈納，巴西歌手[2]
- 利奥波德·特雷伯（Leopold Trepper），波蘭共產黨人和蘇聯紅軍情報局的職業特工

### 20日
- Marc Demeyer，職業公路賽車手

### 22日
- 爱德华多·弗雷·蒙塔尔瓦，智利第27任總統
- 湯米·塔克（Tommy Tucker），美國藍調創作歌手和鋼琴家

### 23日
- 霍普·漢普頓，美國無聲電影女演員和製片人

### 24日
- 阿尔弗雷多·奥万多·坎迪亚，玻利維亞軍官，玻利維亞第48任總統

### 25日
- 米哈伊尔·安德烈耶维奇·苏斯洛夫，蘇聯共產黨高級官員

### 27日
- 陳文香，越南共和國（南越南）第三任總統，南越南第三任總理
- 費利克斯·拉比斯，法國超現實主義畫家、插畫家和設計師

### 30日
- 斯坦利·霍洛威，英國演員
- 萊特寧·霍普金斯，美國藍調音樂家[3]
- 海倫·林德，美國社會學家和哲學家

### 31日
- Jiří Srnka，捷克作曲家

## 2月

### 3日
- 約翰·希爾格，美國空軍上將，杜利特爾突襲的參與者[4]
- 埃弗拉因·韋爾塔，墨西哥詩人和記者

### 4日
- 蘇·卡羅爾，美國女演員
- 亞歷克斯·哈威，蘇格蘭音樂家

### 5日
- 尼爾·阿格特，南非勞工領袖（自殺）

### 6日
- 伊萬·貝爾迪切亞努，羅馬尼亞將軍
- 本·尼科爾森，英國畫家

### 9日
- 瑪特·理查，法國、間諜和政治家[5]

### 11日
- 埃莉诺·鲍威尔，美國舞蹈家和女演員
- 志村喬，日本演員[6]

### 12日
- 維克多·喬里，加拿大演員

### 17日
- 塞隆尼斯·孟克，美國爵士鋼琴家[7]
- 李·斯特拉斯伯格，波蘭裔美國演員和表演教練，方法表演的聯合創始人

### 18日
- 恩蓋奧·馬什，紐西蘭犯罪小說作家[8]

### 19日
- 瑪格麗·佩勒姆，英國非洲人

### 21日
- 格尔肖姆·朔勒姆，德國出生的以色列猶太哲學家和歷史學家

### 24日
- 趙元任 (宣仲)，(中央研究院院士)[9]
- 弗吉尼亞·布魯斯，美國女演員

## 3月

### 2日
- 菲力浦·K·迪克，美國作家[10]

### 3日
- 乔治·佩雷克，法國小說家、電影製片人、紀錄片作家和散文家。[11]

### 5日
- 約翰·貝魯西，美國喜劇演員、演員和歌手
- 格特勞德·溫克爾沃斯，德國政治家[12]

### 6日
- 艾茵·兰德，俄羅斯出生的美國作家[13]

### 8日
- 拉布·巴特勒，英國政治家
- 哈特姆·阿裡·賈馬達爾，孟加拉政治家[14]

### 19日
- 蘭迪·羅茲，美國吉他手，奧茲·奧斯本[15]

### 21日
- 哈裡·H·科貝特，英國演員和喜劇演員

### 22日
- 伯里克利·費利西，義大利羅馬天主教紅衣主教

### 24日
- 肯·哈里斯，美國動畫師

### 25日
- Goodman Ace，美國演員、喜劇演員和作家[16]

### 26日
- 蘇丹·阿特拉什，敘利亞民族主義者和將軍
- 山姆·吉德，愛爾蘭出生的英國演員

### 27日
- 法兹勒·拉赫曼·汗，出生於孟加拉國的美國建築師

### 28日
- 威廉·喬克，加拿大化學家，諾貝爾獎獲得者

### 29日
- 卡尔·奥尔夫，德國作曲家[17]
- 沃尔特·哈尔斯坦，德國外交官，歐盟委員會第一任主席
- 海倫·多伊奇，波蘭裔美國精神分析學家

## 4月

### 3日
- 沃倫·奧茨，美國演員

### 5日
- 亚伯拉罕·亚伯·方特斯，美國最高法院大法官

### 9日
- 羅伯特·哈威曼，化學家和東德持不同政見者

### 12日
- 萊尼·貝克，美國演員
- 維塔利·戈里亞耶夫，蘇聯藝術家

### 15日
- 亞瑟·洛，英國演員

### 20日
- 阿奇博爾德·麥克利什，美國詩人

### 24日
- 维莱·里托拉，芬蘭奧運運動員

### 25日
- 鲍里斯·安德烈耶夫，蘇聯和俄羅斯演員
- 西莉亚·约翰逊，英國女演員[18]

### 29日
- 卡西姆·里馬維，約旦第52任總理
- 埃爾默·里普利，美國籃球教練

## 5月

### 1日
- 侯賽因·伊本·納賽爾，約旦第36任總理
- 威廉·普里姆羅斯，蘇格蘭小提琴家

### 3日
- 穆罕默德·塞迪克·本亞希亞，阿爾及利亞政治家

### 8日
- 莎樂美亞·安德羅尼科娃，喬治亞-俄羅斯社交名流
- 吉爾·維倫紐夫，加拿大賽車手（賽車事故）

### 10日
- 馬寅初，(中央研究院院士)[9]
- 彼得·魏斯，德國作家和藝術家[19]

### 12日
- 漢弗萊·塞爾，英國作曲家

### 13日
- 亞歷山大·鮑里索夫，蘇聯和俄羅斯演員
- 倫佐·羅西裡尼，義大利作曲家

### 14日
- 休·博蒙特，美國演員
- 高逸鴻，臺灣書畫家

### 15日
- 戈登·斯邁利，美國賽車手（賽車事故）

### 22日
- 杰夫德特·苏奈，土耳其軍官和政治領袖，土耳其第1899任總統

### 24日
- 斯坦尼斯瓦瓦·佩爾扎諾夫斯卡，波蘭女演員

### 26日
- 吉列爾莫·弗洛雷斯·阿文達諾，瓜地馬拉代理總統

### 28日
- H.鐘斯，VC，英國士兵（福克蘭群島戰爭）

### 29日
- 罗密·施奈德，德裔法國女演員

### 30日
- 阿尔贝特·诺登，德國政治家

## 6月

### 2日
- 法扎爾·伊拉希·喬杜里，巴基斯坦政治家，巴基斯坦第五任總統
- 沙阿·阿卜杜勒·瓦哈卜，孟加拉伊斯蘭學者[20]

### 8日
- 薩切爾·佩奇，美國黑人聯盟棒球運動員，美國職業棒球大聯盟名人堂成員[21]

### 9日
- 米爾扎·納西爾·艾哈邁德，伊斯蘭教艾哈邁迪亞穆斯林社區第三任哈裡發

### 10日
- 赖纳·维尔纳·法斯宾德，德國電影導演、編劇和演員[22]
- 加拉·艾略华特·达利，俄羅斯-西班牙缪斯女神，保尔·艾吕雅和萨尔瓦多·达利的妻子

### 11日
- 桑托什·庫瑪律，巴基斯坦演員
- H·拉德克利夫·羅伯茨，美國昆蟲學家[23]
- 阿納托利·索洛尼琴，蘇聯和俄羅斯演員

### 12日
- 卡尔·冯·弗里希，奧地利動物學家，諾貝爾生理學或醫學獎獲得者
- 瑪麗·朗伯特，波蘭裔英國舞蹈家和教育家

### 13日
- 哈立德·本·阿卜杜勒-阿齐兹·阿勒沙特，沙地阿拉伯國王兼首相。
- 里卡爾多·帕萊蒂，義大利一級方程式賽車手（賽車事故）

### 17日
- 羅伯托·卡爾維，義大利銀行家

### 18日
- 朱娜·巴恩斯，美國小說家[24]
- 約翰·齊弗，美國小說家和短篇小說家[25]
- 庫德·尤爾根斯，德國演員[26]

### 25日
- 愛德華·哈姆，美國奧林匹克運動員

### 29日
- 皮埃爾·巴爾曼，法國時裝設計師
- 迈克尔·布伦南，英國演員
- 亨利·金，美國電影導演

## 7月

### 4日
- 特裡·希金斯，早期英國愛滋病受害者
- 安東尼奧·古茲曼·費南德斯，多明尼加商人和政治家，多明尼加共和國第46任總統

### 6日
- 阿爾瑪·雷維爾，英國編劇

### 7日
- 巴克提·赫里達亞·邦，印度大師和宗教作家

### 8日
- 贡纳尔·埃里克松，瑞典冬奧會越野滑雪運動員
- 伊萨·米兰达，義大利女演員
- 艾伯特·怀特，美國奧運跳水運動員
- 佛吉尼亞·霍爾，美國間諜

### 10日
- 瑪麗亞·傑里察，捷克斯洛伐克女高音

### 12日
- 肯尼斯·莫爾，英國演員

### 16日
- 查尔斯·罗伯茨·斯瓦尔特，南非最後一任總督和第四任總統
- 派翠克·德瓦雷，法國演員

### 18日
- 罗曼·雅各布森，俄裔美國語言學家和文學理論家
- 基裡科·皮納爾貝里，義大利羅馬天主教神父，受人尊敬

### 19日
- 休·艾弗雷特三世，美國物理學家[27]

### 23日
- 維克·莫羅，美國演員和導演
- 埃裡克·維倫，芬蘭短跑運動員

### 26日
- 特蕾莎·伊澤夫斯卡，波蘭女演員

### 28日
- 弗拉基米尔·伊万诺维奇·斯米尔诺夫，蘇聯擊劍運動員

### 29日
- 弗拉基米尔·佐利金，俄羅斯出生的發明家

## 8月

### 1日
- T.蒂魯納武卡拉蘇，斯裡蘭卡泰米爾政治家

### 2日
- 凱薩琳·內斯比特，英國女演員

### 6日
- S.K.波特卡特，印度作家[28]

### 12日
- 亨利·方达，美國演員[29]
- 湯瑪斯·羅梅羅·佩雷拉，巴拉圭第41任總統
- 薩爾瓦多·桑切斯，墨西哥拳擊手

### 13日
- 查理斯·沃爾特斯，美國電影導演

### 15日
- 胡戈·特奥雷尔，瑞典科學家，諾貝爾生理學或醫學獎獲得者

### 18日
- 貝弗莉·貝恩，美國女演員

### 20日
- 厄拉·亞科布松，瑞典女演員
- 愛德華·路德維希，俄羅斯出生的美國導演
- 乔治·D·伍兹，美國銀行家，世界銀行第四任行長

### 21日
- 索布扎二世，斯威士兰国王

### 23日
- 阿爾貝托·卡瓦爾坎蒂，巴西電影導演[30]
- 斯坦福·摩尔，美國生物化學家，諾貝爾獎獲得者

### 25日
- 安娜·日爾曼，波蘭歌手[31]

### 27日
- 阿南達瑪依·瑪，印度精神領袖

### 29日
- 英格丽·褒曼，瑞典女演員
- 納胡姆·戈德曼，俄羅斯出生的猶太複國主義者[32]

## 9月

### 1日
- 瓦迪斯瓦夫·哥穆尔卡，波蘭共產黨政治家，波蘭統一工人黨前第一書記
- 路德維希·比伯巴赫，德國數學家
- 伊莎貝爾·克莉絲蒂娜，巴西殺害婦女的學生受害者;在天主教中被尊為有福的[33]
- 查理斯·哈特曼，美國爵士長號手

### 2日
- 湯姆·貝克，美國演員

### 3日
- 卡洛·阿爾貝托·達拉·基耶薩，義大利將軍（遇刺）

### 4日
- 傑克·特沃科夫，美國畫家

### 5日
- 道格拉斯·巴德，英國戰鬥機飛行員，不列顛之戰期間鼓舞人心的領袖[34]

### 7日
- 肯·波耶，美國棒球運動員

### 9日
- Tee Tee Luce，緬甸慈善家

### 10日
- 簡·英厄姆，英國植物學家和科學翻譯家

### 11日
- 林飞龙，古巴藝術家[35]
- 约万·米拉迪诺维奇，塞爾維亞足球運動員

### 14日
- 克里斯蒂安·埃尔亚恩，冰島第三任總統
- 葛莉絲·凱莉，知名好萊塢影星及摩纳哥王妃[36]
- 巴希尔·杰马耶勒，黎巴嫩當選總統

### 16日
- 羅爾夫·塞當，美國演員

### 19日
- 泰德·巴德科克，紐西蘭板球運動員

### 21日
- 伊万·巴格拉米扬，蘇聯和亞美尼亞軍事指揮官和蘇聯元帥

### 23日
- Weeratunge Edward Perera，馬來西亞教育家、商人和社會企業家

### 24日
- 莎拉·丘吉爾，英國女演員，溫斯頓·邱吉爾之女

### 28日
- 梅布爾·阿爾伯森，美國女演員

### 29日
- 萊蒂西亞·奇蒂，英國航空工程師[37]

## 10月

### 3日
- 維維恩·莫堅特，英國女演員

### 4日
- 艾哈迈德·哈桑·贝克尔，伊拉克总统
- 克裡斯韋爾，美國通靈者、藝人
- 格连·古尔德，加拿大鋼琴家
- 里洛易·格鲁门，美國航空工程師、試飛員和實業家。
- 斯特凡諾斯·斯特凡諾普洛斯，希臘政治家，希臘總理

### 5日
- 法蘭索瓦·西蒙，瑞士演員

### 8日
- 菲利普·诺埃尔-贝克，加拿大出生的和平活動家;諾貝爾和平獎獲得者
- 費爾南多·拉馬斯，阿根廷出生的演員

### 9日
- 安娜·弗洛伊德，奧地利精神分析學家
- 赫伯特·邁因哈德·米爾普福德，德國歷史學家

### 10日
- 楊秀瓊，香港游泳運動員，首名代表中華民國參與奧運會泳賽的女運動員
- 让·埃费尔，法國畫家和記者

### 16日
- 漢斯·塞利，加拿大內分泌學家

### 17日
- 優素福·瓦赫比，埃及演員和電影導演

### 18日
- 貝絲·杜魯門，美國第一夫人。
- 德溫·埃斯珀，美國導演
- 皮埃尔·孟戴斯-弗朗斯，法國政治家，第93任法國總理

### 20日
- 華里士，英國軍官
- 吉米·麥格羅里，蘇格蘭足球運動員和經理

### 21日
- 西爾維婭·蘭斯·哈珀，澳大利亞網球運動員

### 22日
- 薩維特裡·德維，法國出生的作家和哲學家[38]

### 25日
- 阿維德·沃爾曼，瑞典跳水運動員

### 26日
- 喬瓦尼·貝內利，義大利羅馬天主教紅衣主教

### 27日
- 米格爾·伊迪戈拉斯·富恩特斯，瓜地馬拉將軍，瓜地馬拉第1895任總統

### 29日
- 威廉·劳埃德·韦伯，英國管風琴家和作曲家

### 30日
- 沃爾夫岡·海因茨，德國演員

### 31日
- 迪克·梅里爾，美國航空先驅

## 11月

### 1日
- 詹姆斯·布羅德里克，美國演員
- 金·維多爾，美國電影導演

### 4日
- 多米尼克·鄧恩，美國女演員

### 5日
- 賈克·大地，法國電影製片人

### 10日
- 列昂尼德·勃列日涅夫，蘇聯政治家，蘇聯共產黨總書記兼最高蘇維埃主席團主席
- 埃利奧·佩特里，義大利電影製片人

### 11日
- S.A.阿育王，印度泰米爾演員

### 12日
- 多蘿西·朗德，英國網球冠軍
- 派翠克·考利，美國迪斯科和Hi-NRG舞曲作曲家和錄音藝術家

### 13日
- 切斯尼·艾倫，英國藝人和喜劇演員

### 15日
- 維諾巴·巴韋，印度教育家
- 迪克·蘭德爾，澳大利亞公務員[39]
- 艾伦·伍德林，美國跑步者，奧運會冠軍[40]

### 16日
- 彼得·福斯特，英國演員

### 17日
- 露絲·唐納利，美國女演員
- 金得九，韓國拳擊手
- 爱德华·图宾，愛沙尼亞作曲家

### 19日
- 厄文·高夫曼，加拿大裔美國社會學家和心理學家

### 21日
- 李·派翠克，美國女演員

### 22日
- 讓·巴頓，紐西蘭飛行員
- 斯坦尼斯瓦夫·奥斯特洛夫斯基，波蘭政治家，波蘭流亡第三任總統

### 24日
- 老巴拉克·奧巴馬，肯亞經濟學家

### 25日
- 休·哈曼，美國卡通動畫師

### 26日
- 尤漢·阿維克，愛沙尼亞作曲家

### 28日
- 希臘的埃列娜，羅馬尼亞王太后

### 29日
- 赫爾曼·巴爾克，德國將軍
- 珀西·威廉斯，加拿大運動員

## 12月

### 2日
- 马克·费尔德曼，英國喜劇演員和作家

### 7日
- 威爾·李，美國演員，在《芝麻街》中飾演胡珀先生

### 8日
- 恩卡納西翁·富約拉，西班牙語教師和活動家
- 馬蒂·羅賓斯，美國歌手、詞曲作者和賽車手[41]

### 10日
- 弗里曼·戈斯登，美國演員

### 12日
- 菲爾·卡爾森，美國電影導演

### 15日
- 阿達爾韋托親王，貝加莫公爵

### 16日
- 科林·查普曼，英國汽車工業設計師、發明家和建造者

### 17日
- 荷馬·弗格森，美國政治家

### 18日
- 汉斯-乌尔里希·鲁德尔，德國二戰俯衝轟炸機飛行員

### 20日
- 阿图尔·鲁宾斯坦，猶太裔波蘭出生美國籍鋼琴大師、音樂家

### 21日
- 查尔斯·哈普古德，美國大學教授
- 格拉迪斯·漢森，愛爾蘭女演員

### 23日
- 傑克·韋伯，美國演員

### 24日
- 路易·阿拉贡，法國詩人和作家[42]

### 25日
- 海倫·福斯特，美國女演員

### 27日
- 杰克·斯威格特，美國宇航員

### 28日
- 亞瑟·休斯，美國演員

### 30日
- 朱塞佩·阿誇里，義大利電影攝影師

### 31日
- 約翰·柯林斯，英國聖公會牧師和可敬的
- 庫爾特·奧托·弗裡德里希斯，出生於德國的美國數學家